# Orchis anthropophora
La ballerina (Orchis anthropophora (L.) All., 1785) è una pianta appartenente alla famiglia delle Orchidacee.
L'epiteto specifico deriva dal greco ἄνθρωπος = uomo e φορὸς = che porta, cioè portatore di uomo, in riferimento alla caratteristica sembianza del labello.

## Descrizione

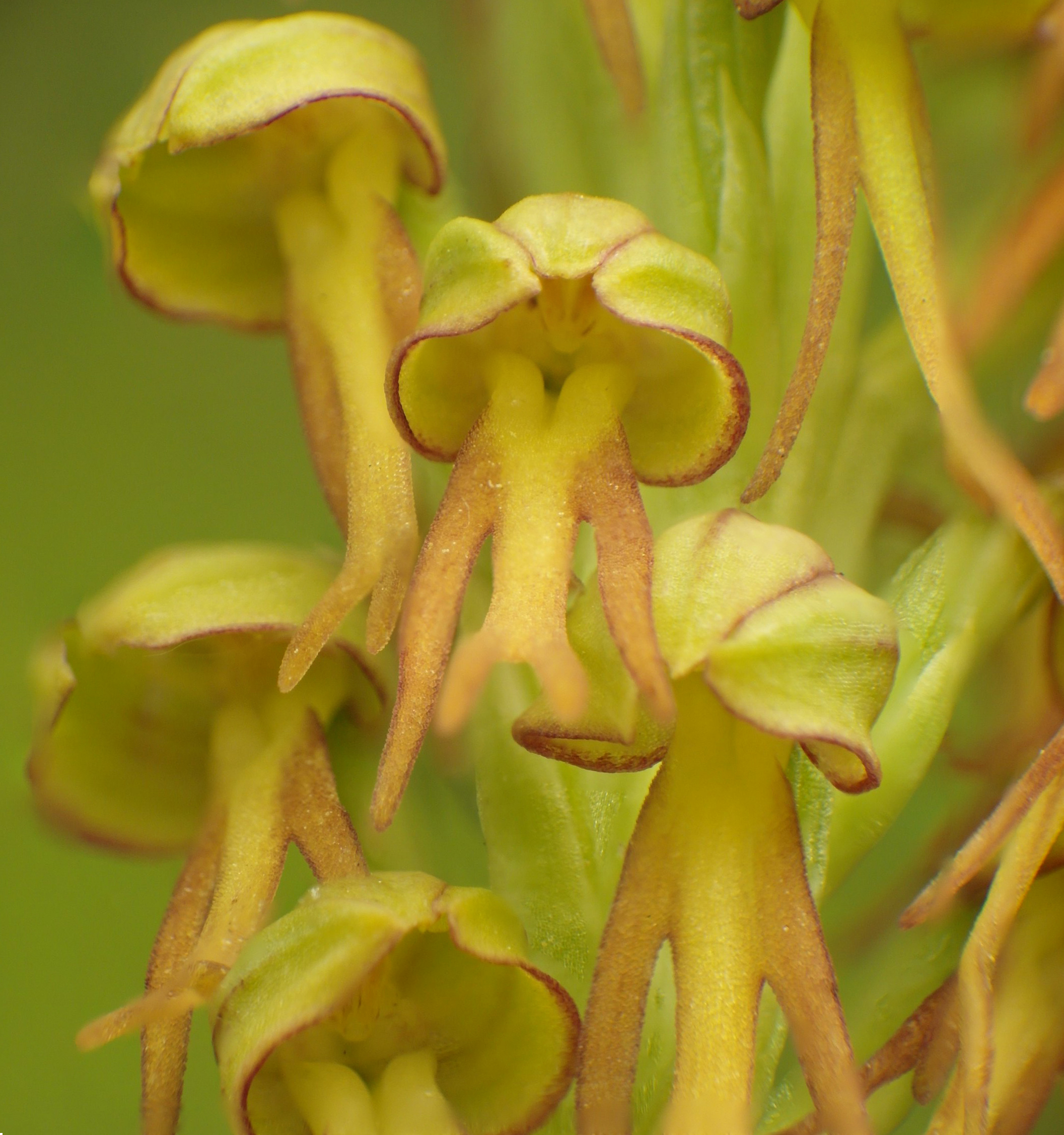
Dettaglio del fiore

È una pianta erbacea alta 15–40 cm, con foglie basali ovato-lanceolate riunite a rosetta e foglie cauline corte e inguainanti il fusto.

I fiori sono riuniti in infiorescenze dense; sepali e petali sono riuniti a formare un casco di colore giallo-verdastro con bordi rossastri; il labello, trilobato, ha una forma caratteristica che ricorda la sagoma di un uomo, da cui deriva l'epiteto specifico. Il ginostemio è corto, con masse polliniche di colore giallo chiaro.
Fiorisce da aprile a giugno.

## Distribuzione e habitat
Questa specie ha un areale atlantico-mediterraneo che comprende Spagna, Francia, Inghilterra meridionale, Germania, Dalmazia, Grecia, Turchia e Maghreb. In Italia è presente in quasi tutta la penisola e nelle isole maggiori, rara al nord.
Predilige i terreni calcarei in ambienti di prateria ad Ampelodesmos mauritanicus, garighe e nelle radure della macchia mediterranea, da 0 a 1600 m di altitudine.

## Tassonomia
La specie è stata a lungo attribuita al genere monospecifico Aceras (dal greco α privativo e κερας=corno) per il fatto di essere l'unica specie del genere Orchis priva di sperone. Recenti studi genetici  hanno invece mostrato la sua stretta parentela con Orchis militaris, con la quale da frequentemente luogo a ibridi.